# Bob Mark
Robert Ian Mark (28 de novembro de 1937 - 21 de julho de 2006) foi um tenista profissional australiano .
O tenista participou da equipe australiana na disputa da Copa Davis. 